# Соймицы
Со́ймицы — село в Палехском районе Ивановской области России. Входит в состав Пеньковского сельского поселения. Село известно благодаря дому народного умельца, резчика по дереву Константина Кузьмича Муратова, украшенному сложной резьбой.

## География
Село расположено в восточной части Палехского района, в 25 км к востоку от районного центра — посёлка Палех. Через Соймицы протекает река Чернушка, приток Луха.

## Население
| 1859 | 1905 | 2010 |
| ---- | ---- | ---- |
| 191  | ↗199 | ↘189 |

## Достопримечательности

### Дом К. К. Муратова
Главной достопримечательностью Соймиц является частный дом, богато декорированный деревянной резьбой и созданный его владельцем Константином Кузьмичом Муратовым. Строительство дома было завершено в 1960 году, после чего мастер ещё два года работал над созданием узорного декора.

#### Мастер — Константин Муратов
Константин Кузьмич Муратов (ум. в январе 2011 года) по основной специальности был животноводом и работал в местном колхозе «Рассвет». Резьба по дереву была его увлечением. Согласно данным, приведённым в репортаже ивановских журналистов, во время службы в армии в Польше у Муратова был диагностирован туберкулёз позвоночника, после чего он проходил длительное лечение в госпитале в Иванове. Вернувшись в родной район, он построил дом в Соймицах.
По данным ивановского публициста Игоря Антонова, Муратов владел различными техниками резьбы: рельефной, объёмной, сквозной и плоской. Источником вдохновения для орнаментов, по его собственному признанию, служила природа (морозные узоры, луговые цветы), а также образы из русских сказок (жар-птица, золотая рыбка).

#### Другие работы мастера
Помимо собственного дома, К. К. Муратов выполнил резной декор для нескольких общественных зданий. Среди его известных работ — оформление кафе в селе Константиново (на родине Сергея Есенина), ресторана-терема «Сказка» в Киржаче, столовой в Палехе и ресторана «Сосны» в Иванове.

## Инфраструктура
В селе действуют Соймицкая начальная общеобразовательная школа, детский сад «Ручеёк» и дом культуры. Село состоит из двух улиц: Ветеранов и Молодёжная.